# Asa de Henle
En el riñón, el asa de Henle es un tubo con forma de horquilla (similar a la letra "U") siendo una estructura que se encuentra en las nefronas. Es la porción de la nefrona que conduce desde el túbulo contorneado proximal hasta el túbulo contorneado distal. Llamada así en honor a su descubridor, el anatomista alemán Friedrich Gustav Jakob Henle . El asa tiene la horquilla en la médula renal, de manera que la primera parte (la rama descendente) baja de la corteza hasta la médula, y la segunda (la rama ascendente) vuelve a subir a la corteza.
Según la longitud del asa de Henle, se distinguen dos tipos de nefronas:
- Nefronas corticales, con un asa de Henle corta, que baja únicamente hasta la médula externa.
- Nefronas yuxtamedulares, con un asa de Henle larga, que baja hasta la médula interna, llegando hasta el extremo de la papila.

La capacidad de concentrar la orina depende fundamentalmente de la longitud del asa de Henle. Por ello, los animales que viven en medios de gran escasez de agua, que necesitan concentrar al máximo su orina, presentan un gran número de nefronas yuxtamedulares (por ejemplo, los dromedarios).

## Función

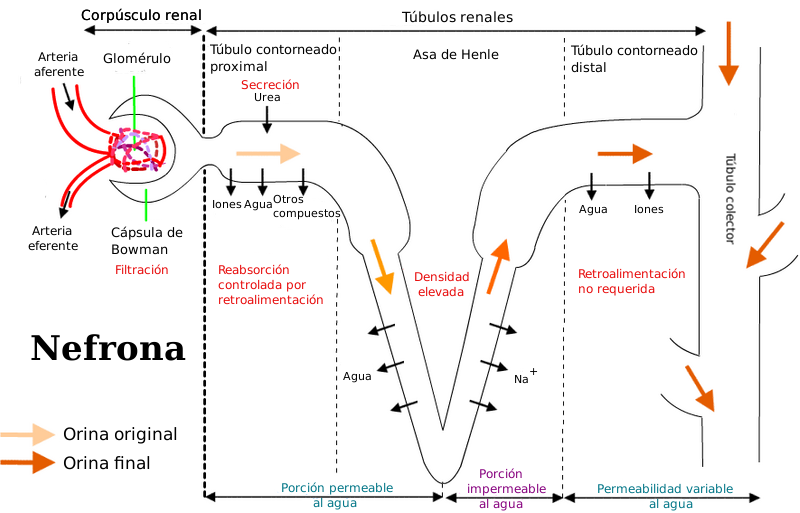
Identificación del flujo renal a lo largo de la nefrona.

Su función es proporcionar el medio osmótico adecuado para que la nefrona pueda concentrar la orina, mediante un mecanismo multiplicador en contracorriente que utiliza bombas iónicas en la médula para reabsorber los iones de la orina. El agua presente en el filtrado fluye a través de canales de acuaporina (AQP), saliendo del tubo de forma pasiva a favor del gradiente de concentración creado por las bombas iónicas.
El filtrado primario pasa al túbulo contorneado proximal, que se conecta con la rama descendente del asa de Henle (con una zona ancha cortical y una estrecha medular), que presenta baja permeabilidad a iones y urea, pero es muy permeable al agua, ya que presenta canales de acuaporina tipo 1 (AQP1), de expresión constitutiva, tanto en el lado apical como en el basolateral. En esta zona se reabsorbe el 20 % del agua filtrada.
A continuación se encuentra la rama ascendente del asa de Henle, con una zona estrecha medular interna, una ancha medular externa y una ancha cortical. Este segmento es impermeable al agua y permeable a los iones. En la rama ascendente del asa se encuentran canales iónicos Na+-K+-2Cl- (NKCC2), específicos de esta zona, en el lado apical del epitelio, que reabsorben el sodio (Na+), el potasio (K+) y el cloro (Cl-) de la orina mediante transporte activo, asociado a la actividad de la bomba Na+-K+ presente en el lado basolateral. En esta zona se produce la reabsorción del 25 % del Na+ filtrado en el glomérulo. El K+ reabsorbido vuelve a salir a la luz del tubo del asa de Henle, lo que es importante para mantener el funcionamiento del transportador Na+-K+-2Cl-, además de generar un potencial electroquímico positivo en la luz, que favorece la reabsorción paracelular de cationes importantes, como sodio (Na+), potasio (K+), magnesio (Mg2+) y calcio (Ca2+).
La impermeabilidad al agua de la rama ascendente del asa de Henle está asociada con la permeabilidad del asa descendente. La reabsorción de agua en el asa descendente se produce gracias a la acumulación de cloruro de sodio y urea en la médula, que genera un gradiente iónico necesario para poder reabsorber el agua. A su vez, la concentración de cloruro de sodio en el intersticio medular se debe a la acción conjunta del cotransportador Na+-K+-2Cl- (NKCC2) y la bomba Na+-K+ de la rama ascendente, que transvasan el cloruro de sodio de la luz del tubo hasta el intersticio medular.
A medida que el agua se extrae de la luz del asa descendente, el filtrado del interior del tubo es cada vez más concentrado en cloruro de sodio, de forma que éste es reabsorbido en mayor medida en el asa ascendente, lo que aumenta la osmolaridad del intersticio: se produce por tanto un efecto multiplicador en contracorriente. Puesto que el flujo del asa descendente y del asa ascendente son en direcciones opuestas, se produce una estratificación osmótica: al inicio del asa descendente (en la zona de unión entre la corteza y la médula), la concentración del medio intersticial es de aproximadamente 300 mOsm/L, mientras que al bajar por el asa de Henle, la osmolaridad aumenta de forma gradual, hasta alcanzar un máximo de 1200 mOsm/L en la zona de la papila (en una nefrona yuxtamedular, cuando el sistema funciona a su máximo rendimiento).
A su vez, el agua que sale del asa descendente no diluye el gradiente del intersticio medular porque es absorbida inmediatamente por los vasa recta ascendentes (ver "Suministro de sangre").
El NKCC2 es bloqueado por la furosemida y otros diuréticos de asa, causando una orina más voluminosa y diluida al aumentar la cantidad de sodio excretado en la orina, el cual arrastra el agua consigo.
La zona ascendente del asa de Henle se continúa con el túbulo contorneado distal, donde se produce de nuevo reabsorción y secreción de iones, para concentrar aún más la orina.
Finalmente, el tubo contorneado distal conecta con el túbulo colector, que es común a varias nefronas. Su función es determinar la concentración final de la orina a través de las hormonas aldosterona y vasopresina (AVP o ADH).

## Suministro de sangre
El asa de Henle es provista de sangre por una serie de tubos capilares rectos que descienden de las arteriolas eferentes corticales. Estos tubos capilares, llamados vasa recta (en latín, vasos rectos), también tienen un mecanismo de intercambio de contracorriente que previene la pérdida de solutos de la médula, manteniendo de esa manera la concentración medular. A medida que el agua es conducida osmóticamente desde la rama descendente hacia el intersticio, entra fácilmente en los vasa recta. El flujo de sangre que pasa a través de los vasa recta es bajo, para dar tiempo a que se produzca el equilibrio osmótico, y puede ser alterado cambiando la resistencia de las arteriolas eferentes de los vasos.
Además, los vasa recta contienen las proteínas grandes y los iones que no fueron filtrados a través del glomérulo, que proporcionan una presión oncótica que permite a los iones entrar en los vasa recta desde el intersticio.

## Imágenes adicionales

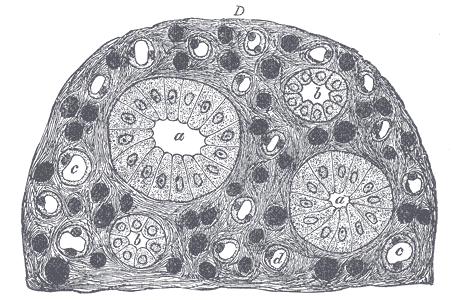
Sección transversal de la sustancia piramidal del riñón del cerdo, los vasos sanguíneos de los cuales es inyectado.